# 陈宗扬
陈宗扬（19世纪—1854年），太平天国将领，清代广西省平南县鹏化里雷庙村人。
陈宗扬的父亲陈瓒、母亲刘氏、兄长陈宗苍、陈宗泰，都是拜上帝教信徒。1850年，拜上帝会团营，陈宗扬全家男女“共戍洪军”。太平军自广西至南京，都参加战阵。进入南京后，陈宗扬开始和陈承瑢、蒙得恩等一起住在清朝江宁府盐巡道署。之后和妻子谢满妹同为东王府承宣官。升官为冬官又正丞相，住在东王府头门偏屋。于是得与妻子同居，犯了太平天国男女分营的禁律。被同馆女承宣、东王的妹妹发现。陈宗扬夫妻害怕，商议用酒将她灌醉，加以侮辱。东王杨秀清得知后大怒。1854年3月，陈宗扬将要赴安徽。船在下关，杨秀清假称天父下凡，召北王韦昌辉、翼王石达开和三府男女各官，将陈宗扬从下关召回，严加拷问。东王以陈宗扬屡犯天条，又欲诱污他人，罪无可恕，夫妻一同斩首示众。